# ロックマンDASH2
『ロックマンDASH2 エピソード2 大いなる遺産』（ロックマンダッシュツー エピソードツー おおいなるいさん）は、カプコンから2000年4月20日に発売されたPlayStation向けのアクションゲームである。

## 概要
後述する『エピソード1「ロールちゃん危機一髪!」の巻』の流れをくんでいるために二つで一つの物語ではあるが、本ページの主立つ内容はエピソード2の内容を記載している。
Windows版
- 設定画を収録。
- バグが多く、中にはゲームが強制終了してしまうものも。

PSP版
- デモに字幕追加。
- 画面が16:9のワイド画面に。
- 漢字検定がクイズ特訓に変更。
- 特殊武器の開発費用が減額されている。
- 『トロンにコブン』に体験版として収録されていた『エピソード1「ロールちゃん危機一髪!」の巻』を収録。

## ストーリー
大陸のほとんどが海へと沈んだ未来の地球。かつての文明が忘れられた地で、人々はまた独自の文化を形成し、生活を営んでいた。しかしながら、あえて忘れられた過去の遺産を掘り起こし、それを糧として生きる者もまたいるのである。人々は彼らを「ディグアウター」と呼んだ。
行方不明となったロールの両親の遺志を継ぎ、ディグアウターとして旅をしているロックとロール。彼らが捜し求める、ロールの両親の唯一の手がかりである「大いなる遺産」は、この世界のエネルギー源であるディフレクターに代わる、無限大の新エネルギーであるという説が有力であった。そしてその説を最初に唱えた人物である事業家のミュラーは、やがて枯渇するであろうディフレクターに代わる主要エネルギー源を得るために、そして人類の未来のために、この大いなる遺産を手に入れるための大掛かりなプロジェクトを開始する。
そうして、ミュラーの全財産が費やされ建造された巨大飛行船・サルファーボトム号は、「大いなる遺産」が眠ると噂されながらも、誰も踏み込めなかった「禁断の地」に乗り込もうとしていた。だが、幾多の人間の思惑が渦巻く中、「大いなる遺産」をめぐる冒険は、もう既に始まっていたのだった。

## 登場キャラクター

### フラッター号
ロック・ヴォルナット（Rock-Volnatto）
ロール・キャスケット（Roll-Casquet）
バレル・キャスケット（Barel-Casquet）
データ (Data)

### 協力者
ウェルナー・フォン・ミュラー（Werner von Mular）
声 - 家弓家正
かつてバレルと共に世界を駆け回った有能なディグアウター。30年前に禁断の地に挑み、飛行船が墜落しながらも残った装備で探検を続け、中心部まで到達。そこで力尽きたものの、意識が戻った時にはヨーションカの街の付近に倒れていた。そのため、バレルと共に禁断の地から生還した唯一の人間として知られている。彼自身は老いても禁断の地の攻略は諦められず、再度挑戦するために、資金繰りのために事業を展開し、成功させる。後に全財産を処分してサルファーボトム号を建造し、「大いなる遺産」を手に入れるため改めて禁断の地へ乗り込もうとした。しかしガガの攻撃でサルファーボトム号は損傷し、そのまま禁断の地の嵐の中に迷い込んでしまう。ロックによってセラたちが解放された後は、大いなる遺産の鍵の探索をロックに依頼する。
若いころの冒険心などはそのままのようで、今回の事態に対して口では危機感を募らせながらも内心は興奮しており、バレルからは「いい年してワクワクしとるんじゃないわい」と言われている。物語終盤にこの世界の真実を知るが、「生み出してもらった御蔭で毎日が冒険だ」とマスターに感謝していた。エンディングではバレル、ティーゼルと共にロールとトロンのロケット発射実験を見守っている。

マチルダ（Matilda）
声 - 川村万梨阿
サルファーボトム号内部で行われた記者会見に現れた女性。ミュラーに対し「『禁断の地』に眠っているものは『大いなる遺産』というより、むしろ『大いなる災い』である」という意味深な言葉を残して逃走。その後、リーバードを引き連れ禁断の地への進入を強行するサルファーボトム号に攻撃を仕掛ける。ロールによく似ており、彼女を見たバレルは、ロールの母の名である「マチルダ」の名を叫んだ。また、その容姿は行方不明になった十数年前からほとんど変わっていない。
正体はマチルダの身体を借りた、セラと同様のシステム「マザー」の一人であるユーナ（詳細は後述のユーナの項目を参照）。禁断の地に封印されたセラの封印が解かれぬよう、部下のリーバードであるガガと共に禁断の地を守り続けていた。

ユーナ（Yuna）
声 - 原史奈
セラと同じくマスターの作り出したシステム「マザー」の一人。ヘブンを管理するセラに対し、ユーナは地球の管理を担当しており、「人類再生計画」の実行に必要な、地上にある4つの「封印の鍵」を守っていた。現実世界ではセラと同様褐色の肌と緑髪を持つ少女の姿の端末ボディで行動するが、髪型は特徴的なツインテールのような構造（テール部は着脱可能）であり、服はセラとは対照的に黒を基調としたものを身に付けている。
性格もセラとは対照的で非常に開放的でフランクであり、気分任せな発言や行動も目立ち、部下であるガガを度々困らせる。同じマザーであるセラとは過去、トリッガーがシステムを破壊しようとした際は共にトリッガーと対立したが、次第に考えを改め、中立的な立場を取るようになる。最終的にはシステムを離れ、自由に行動する道を選んだ。地球にて死闘を繰り広げ、お互い瀕死の重傷を負ったセラとトリッガーを封印し、セラの封印が解かれることの無いように禁断の地を守り続けていた。
現在はロールの母、マチルダの身体を借りて行動している。十年前、禁断の地で瀕死の状態で倒れていたマチルダの身体を、自身の端末ボディのパーツを使い治療した所、端末自体の維持が不可能になったため、一時的に彼女の身体を借りているという（元の端末はドロップシップの中に保管している）。これにより、システムの干渉を受け付けなくなったため、その制限を受けない自由な行動ができるようになった。マチルダの人格が表に現れることはない様子である。
ジジとの戦闘によりロックが負傷した際には治療を行い、同時にデータによって再構築されたロックの過去の記憶を引き出したことで、マスターがトリッガーにヘブンのシステムを破壊するよう命じた理由を知ることとなった。全てを知ったロックにどう行動するかを自分で決めるように諭し、共にヘヴンへ向かう。その道中、デコイたちの生きる今の世界を好きだということと、システムを破壊してでも守る価値があると考えている本心を口にする。ロックに敗北したセラが機能を停止すると同時に現れ、ガガの死と「古き神々」の目覚めを告げ、自身の端末を差し出してセラに再び生きる決意をさせる。しかしシャトルポッドが使用不能になったために地球に戻る手段を失い、「これじゃあ、あの子（ロール）にお母さんを返してあげられない」と緊張感も薄く慌て、セラに「ほんとに緊張感が無い奴」と言われた。
30年前に禁断の地の中心部まで辿り着いて力尽きたバレルとミュラーを助けている。それ以外にも禁断の地を訪れたディグアウターたちを保護しており、ロックが禁断の地のディグアウトを完了するまでドーム状の物体の中で眠らせていた。十年前からはマチルダの身体を借り続けているため、助けられたディグアウターたちは「おさげの女の子に助けられた」「大人の女性に助けられた」と、遭難した時期によって証言が異なっている。

ガガ（Gaga）
声 - 草尾毅
ジジと同じく人間の青年の姿をした最上級リーバードであり、ユーナの部下として仕える。ジジと同じく褐色の肌に緑色の髪、額に赤い結晶体を持つが、長髪であるジジに対し自身は短髪である。白銀色の竜に似た飛行形態に変形が可能で、背中にユーナを乗せて空中を超高速で移動する。ユーナには「ガーちゃん」と呼ばれており、度々主であるユーナに振り回されている。ユーナがマチルダの体を借りてシステムから離れマザーとしての権限を失った後も、彼女には忠誠を誓っている様子。機械類と融合し、操る能力もある。
当初はセラに鍵を渡して「人類再生計画」を遂行するべきだと提言していたが、それが正しいとも思ってはおらず、最終的にはシステムの破壊に完全には同意せずともロックへの協力を決意する。セラが封印の鍵を得た後、サルファーボトム号を攻撃したジジを止めるためリーバードの形態となり戦うも敗北し負傷。後から甲板に訪れたロックにその場を託し墜落する。ジジに敗北後はヘブンまでの輸送用シャトルポッドと融合してロックたちをヘブンへと送った。だが、最期はロックと戦うセラの力を抑えるべく、命を顧みずセラの思考回路に侵入した結果、セラの抵抗により絶命。そのためにシャトルポッドも使用不可能になり、ロックたちが地上へと戻れなくなった原因となる。

マスター（Master）
人類最後の生き残りであり、ヘブンにて生活していた。ヘブンの特殊環境の中で老いぬまま約3000年もの間生きていた。長い金髪と額の白い冠、古代ギリシアの人々の服装を思わせるようなデザインの青い衣装が特徴で、風貌は一見女性のように見えるが男性である。
「人類再生計画」を計画した張本人であり、ヘブンおよび地球を管理するためのシステム「マザー」であるセラとユーナを、また計画を妨げるイレギュラー分子を処分する一等粛清官（イレギュラーハンター）の1人であり本作の主人公であるロックマン・トリッガー（ロック・ヴォルナット）を、それぞれ作り出した。また、地上に作り出された人工生命体「デコイ」たちの生態機能に手を加え、よりオリジナルの人間に近い生命体へと作り変えた。
地上のデコイたちは当初、「人類再生計画」の実行により、オリジナルの人類が再び住める状態まで地上の環境が回復した後に処分されるはずだったが、自らが手を加えたことで自分たちよりずっと人間らしく生きるデコイたちの営みを長い間見届けてきたことで、地上の全てのデコイを処分して古い文明を再生させることに疑問を抱く。最終的には人類再生プログラムの推進を中止し、地上をデコイたちに託すことを決心した。ロックを伴い地上に降り、そこでロックに自らの意思を伝えヘブンのシステムの破壊を命じた。しかし、3000年が経過する内に、彼の生命はもはやヘブンの特殊な環境の中でしか維持できなくなっており、最後はロックに自らの遺志を託し、地上にて消滅した。

### 敵対者
セラ（Sera）
声 - 矢島晶子
禁断の地にて発見された少女。ジジと共にひし形の物体から現れるも、以降はほとんどの時間をサルファーボトム号の客室で眠って過ごすようになる。ジジ曰く、大いなる遺産を見つけることが彼女の命を救うことに繋がるという。
本作の最終ボスであり、その正体はかつて環境の悪化により地球に住めなくなった古代の人類が、宇宙に建設し移住して暮らしていた惑星「ヘブン」の管理用システム「マザー」の1人。人類最後の生き残りでありヘブンの統率者であったマスターによって作り出された。現実世界で活動する際には、端末ボディと呼ばれる、白を基調とした服を身に付けた褐色の肌と、ショートの緑髪を持つ少女の姿をとる。
常に無表情で冷静沈着であり、システムに忠実に自分の職務をこなす。反面、主であるマスターのことを内心では非常に大切に思っており、マスターのことに関しては感情的になる面もある。マスターの寵愛を一身に受けるロックマン・トリッガー（主人公ロック・ヴォルナットの過去の時代における名前。以下"トリッガー"と表記）を疎んじていた。自身はあくまでシステムに忠実であろうとしたため、同じマザーでありながら最終的にシステムを離れ自由に行動する道を選んだユーナと同じ道を選ぶことができず、自由に振舞えない自らに対して憤りを感じていた。また自身のそういった姿を見て悲しそうな顔をしていたマスターのことを気にかけていた。
過去にマスターの意志を継ぎヘブンのシステムを破壊しようとした（詳細は後述）トリッガーと対立し、最後には自ら地球に降り立ち、トリッガーと死闘を演じた。実力ではセラの方が優勢だったが戦いは伯仲し、お互いに瀕死の状態となる。その後ユーナの手で自身は配下のジジと共に禁断の地に、トリッガーはニーノ島の遺跡に、それぞれ封印された。後に禁断の地を訪れたロックにより封印が解かれ、サルファーボトム号に保護される。ミュラーたちに「大いなる遺産」の封印を解くための鍵と偽り、地上の遺跡に眠る4つの「封印の鍵」を集めさせた。
その目的は、かつてマスターが計画するも破棄しようとし、マスターの命でヘブンのシステムを破壊しようとしたトリッガーと争ったことで、結果的に実行されなかった「人類再生計画」を再び実行するためであった。これは、過去のオリジナルの人類が再び生活できる状態まで地球の環境が回復したとき、ヘブンに設けられた「人類再生プログラム」と呼ばれるプログラムを発動して地球に住まわせた人工生命体「デコイ」を一掃、然る後にヘブンのライブラリと呼ばれる場所に保管されたオリジナルの人間の「遺伝子コード」を用いて、絶滅したオリジナルの人類を再び地上に復活させようという計画であった。また、「封印の鍵」の正体は人類再生プログラムの発動を行うための鍵であり、ロックの手により鍵が回収された後に部下のジジにサルファーボトム号を襲わせて反旗を翻し、鍵を得て単身ヘブンへ渡りプログラム発動の準備を進めた。
その後、ヘブンの最深部にてプログラムを止めるために訪れたロックと対決。プログラムを発動しようと思えばいつでもできたが、トリッガーにシステムの破壊を命じたマスターの真意がシステムに逆らえないセラにはどうしても理解できなかった。その真意を確かめるため、マスターが寵愛したロック（トリッガー）が来るまで発動せず待機状態にし、訪れたロックに自ら戦いを挑んだ。ヘブンの最深部に到達したロックを、鎧を模したような戦闘端末第一形態で迎え撃つが追い詰められ、ガガに自身の思考回路への侵入を許し動きを封じられるも、これに抵抗してさらに機能を上昇させた巨大な第二形態へと移行し、かつての決戦と同じように再びロック（トリッガー）と最後の死闘を演じる。
しかし今度はロックの勝利に終わり、敗北後は「おかげでマスターに笑ってもらえた気がする」と戦いを受けたロックに感謝し、自身とヘブンの全機能を停止した。だが、直後に現れたユーナに端末ボディを差し出され、生きるように諭される。当初はそれに応じずそのまま逝こうとしたものの、ヘヴンの機能停止により地上に残る古い施設・システムが再び動き出し、かつてマスターら古代の人類が何らかの理由で地上に封印した「古き神々」と呼ばれる存在が再び活動を始めたことを知らされ、そんな状態で死ねば「あの世でマスターに怒られる」と説得されると同時にマスターが愛したデコイとの共生を薦められたことで再び生きることを決意し、ユーナの端末ボディに人格データを移して生き永らえた。

ジジ（Jiji）
声 - 三木眞一郎
セラに仕える青年。褐色の肌に緑色の長髪、額部の赤い結晶、さらに眼鏡をかけている。当初は敵対者に封印されていたと語り「自分たちは過去の人間で今更どうするつもりもない。ただ、残りの人生を普通に過ごしたい」とし、サルファーボトム号で保護される形で潜伏しながら大いなる遺産の探索に協力していた。
正体は最上級リーバードで、高い知能と黄金の竜に似た飛行形態に変形が可能。セラと共に、禁断の地に封印されていた。ガガとジジは、リーバードの状態が本来の姿であり、人間の方が「変形」の状態であるらしい。
過去にはマスターから寵愛されるトリッガーに対し「なぜマスターがあのような者を傍に置きたがるのか理解に苦しむ」と考えており、トリッガーを軽蔑していた。
「封印の鍵」を手にしたセラが行動を起こすと共に、ミュラーたちに反旗を翻しリーバードの形態となってサルファーボトム号を襲撃。甲板に訪れたロックと対決する。高速飛行と搭載された数々の兵器を駆使して戦い、ロックを援護（応援）するボーン一家の船を撃墜した。
最後はロックに敗北し、ロックを巻き添えに自爆し深手を負わせた。

### 空賊連合
トロン・ボーン（Tron Born）
ティーゼル・ボーン（Teisel Born）
ボン・ボーン（Bon Born）
コブン（Kobun）
前作の『鋼の冒険心』から足を洗いデパート経営をしていたが、ティーゼルが自分の趣味で商品を仕入れていたために経営が悪化。運営するために再度空賊となる。

グライド（Glyde）
声 - 子安武人
元はヤミ金業者、ロース・クッパカルビ率いるロース一家のNo.2。美形かつメカの操縦技術は一級だが、オネエ言葉を話し相当のナルシストである。ロースの逮捕後は、シタッパーを引き取り、空賊「グライド一家」を組織、カルバニア島に本拠地を構えている。本作ではボーン一家、BBブラザースと空賊連合を結成し、「大いなる遺産」を狙う。熱くなりがちなティーゼルを小馬鹿にするような言動を取ることが多い。

シタッパー（Shitappaer）
元はヤミ金業者のロースの手下。ボーン一家のコブンのような位置にいる鳥形ロボット。プライドが高く、鳥類であることに誇りを感じている。基本的に主人に忠実なコブンと違い、悪口や愚痴が大好き。現在はグライドの部下であるが、性格は相変わらずである。戦闘メカに乗って攻撃を仕掛けてくることが多いコブンらとは対照的に、こちらは自ら武器を持って敵に向かって突撃することが多い（ほとんど捨て身だが、それさえも全く厭わない）。また、全シタッパーを指揮する幹部クラスのシタッパーが3人いる（赤い覆面、青い眼帯、緑のバンダナを身につけている）。
鳥類型ロボットなだけあって、単独でも飛べる。

ボーラ（Bola）
忍者のような姿をした空賊。40歳。バンコスカスと共にBBブラザーズを結成。素早い身のこなしで敵を翻弄し、遺跡内のリーバードや忍術を駆使して襲い掛かる。バンコスカスと同様、彼も寄る年波には勝てず、派手に動き回ると腰を痛めてしまう。コスチュームがリーバードに似たデザインをしているのは、ディグアウト中にリーバードに襲われないようにするためのカモフラージュである。
残りの人生を十分生きて行くための蓄えはしっかりあり、本人はこの家業を引退するつもりだったが、夢を追い求めるバンコスカスに仕方なくつきあわされている。

バンコスカス（Bancoscus）
声 - 飯塚昭三
15年もの間、空賊稼業を続けてきたベテランの空賊。40歳。身長230cm、体重300kg（鎧含む）。ボーラと一緒に「BBブラザーズ」を結成。自慢の巨体を生かした攻撃を得意とする。しかし年も年なので鎧を着込んだ重たい体で動き回っていると疲れてくるらしい。ティーゼル率いる空賊連合に加わり、大いなる遺産を狙う。
ロックからの攻撃もほとんど効いていないようだが、前述の通りだいぶ歳なのでぎっくり腰により撤退した。

### その他のキャラクター
リポーター
前作に引き続いて登場するカトルオックスTVのリポーター。サルファーボトム号内部で行われた記者会見に参加するつもりだったが、マチルダ（ユーナ）によってロッカーに放り込まれリポーターとしてすり替わられるという災難に遭う。

ジョー
ヨーションカの街で暮らす記憶喪失の男性。自分の過去を何一つ覚えておらず、唯一所持していたドロップシップの設計図から、禁断の地に向かうことで記憶が戻るのではないかと推測し、ドロップシップの開発と禁断の地の探索に執念を燃やしていた。元々はドロップシップはロールの父が開発したものであり、ロールは父と何か関わりある人物、あるいは父本人ではないかと見ている。遺跡のディグアウト中に重傷を負い、ロックたちに助けられた後は彼らにドロップシップを託した。後に訪れると、ロックたちにドロップシップを託してから禁断の地への執念が嘘のように消えたという話を聞くことができる。
実は本当にロールの父であり、ストーリー終盤には記憶が戻っていた。しかし既に新しい家族を得ていたことと、ロールのためを思ってあえて告げることなく、ロールの幸せを願いながら新しい妻子と共に引っ越して行った。

ヨーカン
ポクテ村の村長でボディコンを着用した美人な女性。どういう経緯で村長になったのか不明。語尾に「わヨ〜」と付けるのが口癖。トロンがポクテ村を占拠した際に村人を連れて避難し、ロックがトロンを撃退して遺跡探索を終えた後に戻ってくる。受験料（村の復興費）を払うと漢検を受けさせてくれ、3回クリアすると「きょうかしょ」、「トウンアクセス」、「伝説のピカピカぼう」がもらえる。ただし、好感度が低くロックのアーマーが黒くなっていると受けさせてくれない。
PSP移植版では漢検ではなく雑学クイズとなっている。

オフトン
ヨーカンの一番目の弟子で、おかっぱ頭のどこか古風な喋り方の女性。上司のヨーカンに勝るとも劣らないほど美人。漢検で4回クリアすると「ノート」、「ポクテ茶」、「ゆのみ」、「ポクテまんじゅう」がもらえる。

ヤイト
ヨーカンの二番目の弟子。見た目は幼女だが、性格は生意気で少々気むずかしいところもある。漢検で4回クリアすると「えんぴつ」、「ほしいも」、「食べかけチョコ」、「変なジュース」がもらえる。後にロックマンエグゼシリーズに綾小路やいととして登場しており、PSP版のクイズの問題でも「エグゼシリーズの登場人物で、ロックマンDASH2にも登場しているキャラ」と言及されている。

ギルドマスター
ニーノ島の市長。バレルとミュラーの旧友。グライド一家の敵襲に恐れている。ニーノ島防衛線でゲートを突破された場合は、冷静さを失い「んあぁぁぁ、もうおしまいじゃー！ピロポ〜ン！」と叫んでニーノ島共々自爆する。

ジョニー
ギルドマスターの右腕。ニーノ島を防衛するためにロックたちと力を合わせてグライド一家のシタッパーたちと戦う。

シュー
カルバニア島に住んでいる少女。グライド要塞に囚われている。本人によると名前の由来はシュークリームとのこと。
体験版では彼女と同じ外見の少女が登場するが、名前は出ず、性格もシューとは異なる。脱走した子ブタを連れ戻すことをロックに依頼し、完了後はロックにキスを求められた。
後にロックマンエグゼシリーズに城戸舟子として登場している。

アッポ&ダー
シューの双子の弟。緑のパンツをはいた少年がアッポで、赤いパンツをはいたのがダー。アッポは「エッヘー（もしくはエヘヘヘ）」、ダーは「アッハー（もしくはアハハハ）」といつも可笑しくないときも笑っている。ロックに姉・シューの救出を求めてグライド要塞へと案内する。要塞攻略後は文房具を渡すことで読み書きの勉強を始める。
後に『ロックマンエグゼ4』に城戸舟子の弟、アツホとタイチとして登場している。

## 登場メカ
フラッター号
前作に引き続き登場するロックたちの船。前回と比べて改装されており、個室やリビングなど内部はより充実している（その費用となったのはロックのジャンプパーツを除いた全ての装備）。

サルファーボトム号
ミュラー氏が所有する、禁断の地へ行くために建造された大型の船。封印の鍵を預けに何度か来ることになる。船内はホテルのような豪華な内装で、格納庫や船員たちが使っているマシンガンなどを整備する工場も設けられている。この工場を担当する船員はジャンク屋も経営している。
対空ミサイルも取り付けられており戦闘も可能だが、ガガには敵わず船体一部を破壊された。町の雑貨屋では1/200サイズほどの模型も販売されている。
常に嵐が吹き荒れる禁断の地探索のために作られただけあり、トロン曰く嵐の中にありながらスタビライザーがよく利いており揺れをほとんど感じないほどの性能を誇る。

スカヴァラダー
ニーノ島ルミノアの町にあるジョニーさんの運搬船。グライド襲撃の際に飛行船ドックにてフラッター号とともにムッティの攻撃を受ける。ミッション中に守り切っても、守りきれなくてもいずれにしても撃破されてしまったという設定になっている。

ドロップシップ
禁断の地への降下・帰還をするために作られた花のような型のメカ。ジョーが作りあげた物で、ロールも同型の設計図を持っている。
バレルは自身やマチルダの遭難のこともあって禁断の地に足を踏み入れるためのこのメカを封印していたようで、ロールには絶対作るなと厳命していた。

機動列車
空賊連合の装甲列車から街を守るためにジョーが作り上げたメカ。前作のサポートカーを彷彿とさせるデザインになっている。

パラボラ砲
ニーノ島の屋上格納庫に置かれているパラボラアンテナ型の武器。壊れていて直しようがなかったため、ニーノ島攻防戦では使用されなかった。しかし後日強襲したキンググライドン撃墜のため、ロールが修理をし復活した。敵に直接的なダメージは与えられないが、超音波を放ち遠くの敵を混乱させることができる。

### ボーン一家
ヤクト・クラベ改
エピソード1に登場したヤクトクラベのカスタム機。といっても性能的な面はほとんど改造されていない。むしろ初盤のボスとして体力も減っている。
変声機を搭載しており、これでトロンの声をロールに変えてロックを惑わせた。ほかにも妨害電波を出す機能もある。武器はマシンガン、ジャンプしての衝撃波、回転アタック、回転マシンガン。
搭乗者はトロン。

ドラッヘ改
前作『鋼の冒険心』に登場したドラッヘのカスタム機。武装はマシンガンと変化はないが、スピード、旋回能力が強化されている。
搭乗者はコブン。

レオポルド
前作『鋼の冒険心』に登場したレオポルドのカスタム機。旋回速度も上がっており、マシンガンが後ろに取り付けられているため、後方にも攻撃が可能。
エピソード1には体力が高めな赤色の機体も登場。搭乗者はコブン。

ホバーグスタフ
『トロンにコブン』に登場したグスタフのカスタム機。足がホバーとなっており、溶岩地帯も渡ることが可能。武装はマシンガン、火炎放射、ナパーム弾の他、手には盾も装備されており、指揮弾も可能と武装も豊富。お供のコブンも爆弾攻撃を行ってくる。搭乗者はトロン。

コブンモール改
『トロンにコブン』に登場したコブンモールのカスタム機。以前はコブンの上半身が出ていたのが、内部に入っているために地中に潜ることも可能となっている。
搭乗者はコブン。

コブン重機関砲
コブンが乗っている地上設置型の機関砲。攻撃はマシンガン。
搭乗者はコブン。

ドーラII（マトリクス砲台）
地面に設置されている巨大な砲台。旋回速度は遅いが、攻撃は威力も高くて爆発範囲の広い弾を発射してくる。
エピソード1にも登場。搭乗者はコブン。
『R20+5』によると前作『鋼の冒険心』に登場した「ドーラI」の改良版。「マトリクス砲台」は開発時の仮称。また、『CAPCOM SPECIAL SELECTION ロックマンDASH2』の「トーラII」は誤植。

コガニ機雷
ロックの進路を妨害するかのように動くカニ型無人機雷。ロックと接触したり破壊されると爆発する。

カルマール
宙を飛んでいるイカ型無人機。ロックを発見すると近づいて来て毒ガス攻撃をしてくる。時間が経つと巨大な爆発を起こす。

小型無反動砲台
地面に設置されている小型な砲台。
搭乗者はコブン。

ブリッツクリーク
街の備品を盗んだ陸サメらしき形のメカ。攻撃は地上にいるときは背中の大仏を盾にして、町の備品を投げてくる。大仏を破壊した場合、砂の中に潜って高速で移動しながらミサイルを出したり噛んでくる。
搭乗者はティーゼル。

ドリルボン
頭に巨大なドリルを付けて腕を飛ばせるようにカスタマイズされたボン。溶岩地帯を渡れるよう空中を常に浮遊している。腕を飛ばして来たり爆弾を発射したり、頭のドリルで突進してきたりする。
ミッションの目的は「封印の鍵」を奪ったボンが出口に行くまでに破壊するのだが、失敗した場合はボンが溶岩に落としてしまったカギを拾うミッションに変更する。落とした時点でボンは逃走してしまう。

### グライド一家
キンググライドン
グライド一家の主力戦艦。ニーノ島制圧へとグライドも搭乗してやってくる。攻撃は遠距離ミサイル（通称：グライドミサイル）で、直接の破壊は不可能。
ロールがパラボラ砲を直すまで守るのがミッションとなるが、最後は切り札のアルティメット・グライド・バスター（通称グライドン砲）で町ごと吹き飛ばそうとした所、直ったパラボラ砲の影響で混乱したシタッパーたちに内部から破壊されて墜落していった。そのほか大型砲、対艦砲2門（ミッション中はこちらの砲身からミサイルが発射される）を備えている。

グライドドラッヘ
グライド一家の戦闘機。カラーはエンジ色。性能はドラッヘと比べてスピードが上がっている分、小回りが効かない。武器はマシンガンと爆弾。また、ハッチからシタッパーを降下させる。

グライドドラッヘエース
グライド一家の戦闘機で幹部シタッパー3体と2体の通常シタッパーの5人が搭乗している。カラーはブルー。通常のグライドドラッヘよりも体力が高い。武器はマシンガンだけだが体当たりもしかけてくる。
2回戦うこととなるが、2回目は必ずしも撃破する必要はない。

グライドタンク
グライド一家の小型戦車。
搭乗者はシタッパー。

ツインマーマン
ボーン一家のホルニッセのような輸送メカ。シタッパーの運搬や、ロックを掴んで投げ飛ばして攻撃する。カラーはオレンジ色。イラストでは白。
搭乗者はシタッパー。

ムッティ（MUTTI）
グライド一家の戦艦。キンググライドンに比べ小型で、内部のシタッパーでの強襲用に使われる。武器は左右につけられたマシンガン。カラーはブルー。イラストでは白。

クエルボン（CUERVON）
グライド要塞を守護しているメカ。3色存在し、色に該当した幹部シタッパーがそれぞれ操縦する。武器は機銃、爆弾および、両手の羽を活かした攻撃。

### 空賊連合
ゲマインシャフト
ボーン一家とグライド一家の大型装甲列車。ヨーションカの街を占拠する代わりに、封印のカギを渡さないと街を破壊すると脅迫した（BBブラザーズは戦う直前に空賊連合を離脱）。2両編成で、両空賊で一部兵器の共有も行なっている。線路を走行しながらロックとロールの乗る機動列車に多様な攻撃を仕掛けてくる。『CAPCOM SPECIAL SELECTION ロックマンDASH2』ではゲーム中では見ることができない前方部のデザインが掲載されている。

前方車両
ボーン一家が操る車両。武装自体は誘導式ビームの大型砲台のみで、テストで街を狙うも外れた上に故障してしまう。そのため前半戦では砲撃してくることはない。後半戦では遠距離からコブンを搭乗させたグライドミサイルを放ち、砲台修理まで体制の立て直しを図る。

後方車両
グライドの乗る車両で、武装は機銃砲台2基、三連砲台（ボーン一家の爆弾を使用）、一度発射されると扇状に打ち続けるレーザーと火器が豊富で、前方のボーン一家よりも厄介。耐久ゲージがボーン一家のものになっている。

## 特殊武器
| 名称                 | 性能 |
| -------------------- | --- |
| ノーマルアーム       | 標準装備。様々なものを持ち上げることができる。持ち上げたものを敵にぶつけることもできる。 |
| アクアブラスター     | 消火用の武器。攻撃能力は一切無い。水中で使うと泡が出る。 |
| バキュームアーム     | 散らばったディフレクターやエネルギーキューブを吸い込む。攻撃能力は無い。 |
| ホーミングミサイル   | 相手を追尾するミサイルを発射する。 |
| マシンガンアーム     | マシンガンのように連射性の高い武器。 |
| ドリルアーム         | 攻撃範囲の狭いドリル。ひびの入った壁を壊すこともできる。 |
| アースクリーパー     | 壁や地面を転がって進む爆弾。追尾性能もある。 |
| バスターキャノン     | 射程距離が長く、攻撃力も高いキャノン。攻撃中は動けない。 |
| スプレッドバスター   | 3方向にバスターを撃つ。改造すると5方向に撃てるようになる。 |
| リフレクトアーム     | 壁に当たると跳ね返る弾を発射する。 |
| ブレードアーム       | エネルギーブレードで戦う近距離用の武器。 |
| シールドアーム       | 周囲にバリアを展開する。相手のエネルギー弾を防御・吸収し、解除と同時に衝撃波を放つ。実弾や爆風は跳ね返せない。                                                                                  |
| ハイパーシェル       | 着弾すると広範囲に爆発を起こす弾を発射する。攻撃中は動けない。 |
| リモートチャージ     | ロックオンした相手を攻撃し続ける機雷を発射する。 |
| クラッシュボム       | 着弾すると激しいスパークを放つ爆弾を投げつけて攻撃。素材の関係で、開発するためには悪行を重ねて「黒ロックマン」になる必要がある。本家『ロックマン2』に同じ名前の特殊武器があるが、仕様は異なる。 |
| シャイニングレーザー | 最強の威力を誇る特殊武器で、相手を貫通するレーザーを発射する。改造には莫大な代金が必要。攻撃中は動けない。                                                                                      |

## エピソード1「ロールちゃん危機一髪!」の巻
『トロンにコブン』に付属する体験版。PSP版の本作にも収録されているオリジナルストーリー。
「ロールの秘密特訓!」
チュートリアル。ルロの町にあるルロの遺跡にて、ロールによる特訓が行われる。

「コブタ捕獲大作戦!」
逃げ出した子豚を捕まえるゲーム。舞台は本編にも登場するキトの村とその周辺だが、名称や地形が異なる。また本編に登場したシューらしき女の子も登場する。

「侵入!地下ダンジョン」
リドの遺跡をディグアウト。

「ヤクト・クラベ襲撃!」
トロンがロールをさらい、「返してほしかったら仲間になれ」とロックを脅す。舞台は本編にも登場するポクテの村とその周辺だが、地形がまったく異なる。
この事件については本編でもトロンの台詞で言及されている。

## テーマソング
- 『願いがかなう場所』（歌：原史奈 / CM曲）
- 『泣いていいよ』（歌：原史奈 / エンディング曲）

2000年4月23日、秋葉原のソフマップ本店で予約購入をした中で先着100名限定で参加が可能なゲーム大会やトークショーなどを開催する発売記念イベントが都内で行われた。当日は『ロックマンDASH2』のCM曲とエンディング曲を歌っている原史奈がファンの前でゲームプレイや生ライブを披露した。